# Larry Shorts

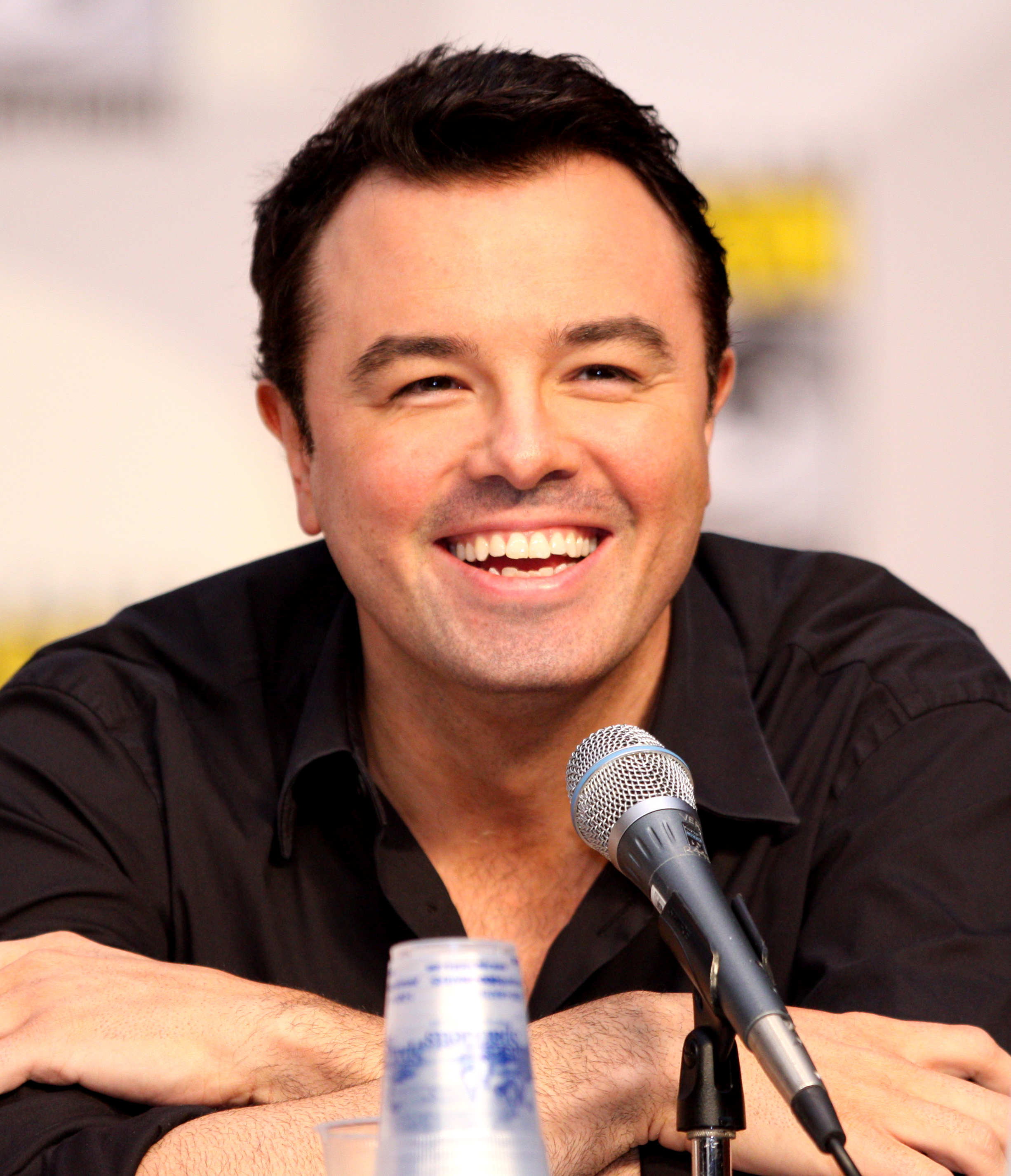
Seth MacFarlane en el Comic Con de 2010 (San Diego, California, EE. UU.)

Larry Shorts son dos cortometrajes animados de la década de los 90 creados por Seth MacFarlane, de ahí surgió la idea de realizar Padre de familia como serie de televisión de prime time desde 1999 hacia delante.

## The Life of Larry(1995)
Seth MacFarlane creó un corto titulado The Life of Larry mientras estudiaba en la Escuela de Diseño de Rhode Island. El argumento se centraba en un tipo holgazán de mediana edad, Larry Cummings; su cínico perro parlante, Steve; su compasiva mujer, Lois; y el hijo obeso y adolescente de ambos, Milt. La película comienza con un segmento en imagen real en el que Seth MacFarlane describe brevemente a los personajes. El corto incluye varios gags que llegaron a aparecer en los primeros episodios de Padre de familia como I Never Met the Dead Man y "Death Has a Shadow". El metraje en imagen real de MacFarlane fue referencia en el bumper comercial de Adult Swim de Seth MacFarlane haciendo introducción de sus episodios favoritos de Padre de familia, de forma notoria, "Oh, hey, qué hay! Me habéis dado un susto de muerte." En los anuncios, [él] se sentaba en una silla junto a una chimenea en un estudio, como en el corto.

## Larry and Steve(1996)
Tras ser contratado por Hanna-Barbera, MacFarlane tuvo la oportunidad en 1996 de dirigir una secuela titulada Larry and Steve, un corto de siete minutos como parte del World Premiere Toons de Cartoon Network. A diferencia del anterior cortometraje, este otro fue relatado de un modo más infantil sin recurrir al lenguaje adulto.

## Relación conPadre de familia
Larry and Steve guarda mucha similitud respecto a Padre de familia. Los personajes de Larry Shorts utilizan voces similares a los de Padre de familia. Peter Griffin y Brian Griffin están basados en Larry y Steve respectivamente; el primero, patriarca, obeso y corto de mente; en el segundo, Steve es inteligente y alcohólico (aunque a diferencia de Padre de familia, solo Larry entiende a Steve, los demás solo captan sus ladridos), al igual que un piloto aéreo con voz y físico parecido al de Glenn Quagmire quien también es piloto aéreo. En el corto, Larry and Steve Larry hace mención de una tienda llamada "Stewie's" coincidiendo el nombre con el de Stewie Griffin. La mujer de Larry se llama Lois al igual que la mujer de Peter. El hijo adolescente del matrimonio Griffin está basado en Milt, hijo de Larry de iguales características.
Cuando le preguntaron a MacFarlane: "¿Cómo te vino la idea para hacer Larry and Steve?" éste le contestó: "Larry and Steve vinieron un día a mi cabeza en la universidad durante mi clase de química. Hice algunos diseños en un papel de como podría ser y después estuve dibujando la fundación de lo que más tarde sería Padre de familia". [cita requerida]
Las discusiones en el coche (visto en There's Something About Paulie,) Tom Hanks en Philadelphia, el cura recitando la historia de Job con Dios como público (Death Has A Shadow), el "Qué es diarrea?" (Brian Griffin: Portrait of a Dog) y los gags de Star Trek (I Never Met the Dead Man) fueron recreadas de manera casi idénticas en Padre de familia.
El título de la producción en Larry and Steve es como el de una película clásica, además de parecerse a los episodios "Road to..." emitidos en Padre de familia. Una de las personajes de una tienda habla de manera similar a Diane Simmons, al igual que esta segunda personaje, Lori Alan le presta su voz a ambas.
- Datos: Q2070617